# Doing It Right
DIR, coby akronym anglického výrazu Doing It Right, tedy "dělej to správně" je filozofie a přístup k potápění, který si klade za cíl standardizovat výcvik a výstroj potápěčů a minimalizovat námahu a riziko. Díky této filosofii jsou výstroj a postupy DIR potápěčů bezpečnější při hloubkových ponorech, náročných vrakových a jeskynních ponorech. V drobné obměně se pak využívají i při sportovním potápění. Jakýmsi základním pravidlem DIR, je "dělej věci pořádně, nebo je nedělej vůbec".

## Vznik
Ve snaze minimalizovat nehody ve floridských jeskyních dal počátkem 80. let 20. století Bill "Hogarth" Main dohromady koncept výstroje. S tím se pojily i techniky pohybu pod vodou a výcvik potápěčů.

## Kritika
Filosofie DIR bývá často kritizována díky militantnímu přístupu některých jejích představitelů. DIR potápěči pak bývají přirovnávání k fašistům.
Zásadním problémem není systém samotný, ale jeho nepochopení. Mnoho DIR potápěčů dělá věci a má sestavenou výstroj, neboť je to DIR, aniž by plně pochopili význam těch věcí a konfigurace

## Výukové systémy
Systémy, které striktně dodržuji DIR filosofii.
- GUE – Global Underwater Explorers
- ISE – Inner Space Explorers
- UTD – Unified Team Diving

Systémy, které prvky DIR aplikují, avšak v jejich dodržování nejsou tak striktní a ortodoxní.
- ANDI – American Nitrox Divers, Inc., ANDI.CZ, ANDI-EUROPE.EU Archivováno 17. 3. 2012 na Wayback Machine.
- IANTD – International Association of Nitrox and Technical Divers
- NAUI – National Association of Underwater Instructors ve své odnoži NTecNAUI.cz
- TDI/SDI – Technical Diving International/Scuba Diving International TDISDI.cz